# 曹文锦
曹文锦（1925年—2019年8月12日），生于上海浦东，祖籍浙江宁波，香港与新加坡航运业企业家，万邦集团董事长，有“华人船王”之称。

## 生平
祖籍浙江宁波大榭，生于上海浦东一个航运之家，祖父曹华章即从事航运业，曾在上海十六铺码头开设“曹宝记”，专营内河运输。父曹隐云为银行家，曾任劝业银行总经理。
曹文錦早年就讀上海雷士德中學。1945年，毕业于上海圣约翰大学经济系。1948年，迁居香港。1949年，在香港合资创办大南轮船公司。1953年，投资马来西亚纺织业。1966年，在香港创办万邦航运公司。20世纪80年代初，转移产业，与包玉刚一起巧妙躲过航运业不景气危机，而董浩云也渡过难关 。1986年，投资新加坡。80年代末，再次投资航运业，旗下船队总吨位上百万，有二十余艘轮船。曹文锦在1990年代初期把集团的散装货运业务基地迁移到新加坡，至2006年，集团的新加坡办事处负责管理超过80艘船艇。
曾任香港港口及航运局航运委员会主席、香港船东会主席。

## 荣誉[6]
- 1973年：「丹斯里」勋衔，由马来西亚国王授予
- 1999年：亚洲航运风云人物
- 2001年：获得美国康涅狄格海事奖（亚洲人首获此奖）
- 2006年：大连市荣誉市民
- 2006年：香港銀紫荊星章
- 2006年：香港理工大学荣誉工商管理博士
- 2006年：获得首届“国际海事中心奖”(IMC Awards)个人奖，由新加坡海事及港务管理局(MPA)颁发
- 2007年：新加坡荣誉公民
- 2008年：亚洲海运贸易协会终生成就奖
- 雷士德工学院校友会荣誉会长[9]